# Evy Danckers
Evy Danckers (Turnhout, 4 april 1977) is een Vlaams schrijfster van jeugdboeken.

## Biografie
Danckers studeerde Communicatiemanagement aan de HAM Hogeschool in Mechelen en volgde daarna een Voortgezette Opleiding Internationale Communicatie aan de Hogeschool Antwerpen. Later volgde ze een lerarenopleiding. Ze werkte in de communicatie- en evenementensector voor ze in 2005 overschakelde naar het onderwijs.
Danckers woonde na haar studies met haar echtgenoot in Mechelen, Lint, Beerse en Oostmalle. In 2023 verhuisde het koppel naar Georgia in de Verenigde Staten. Sindsdien is Danckers voltijds auteur.
In 2017 werd bij Van Tricht Uitgeverij het eerste boek van Danckers uitgegeven: Wa is da? Artan & Soukaina. Haar inspiratie haalde ze bij haar leerlingen van het IMS in Borgerhout.
In 2021-2022 won haar boek Eindspel de Leesjury in de categorie 12-14 jaar. In 2024-2025 werd Glitch Game #1 geselecteerd voor de Leesjury in de categorie 14-16 jaar.

### Glitch Game trilogie
- Glitch Game #1 (2023, Clavis Uitgeverij)
- Glitch Game #2 (2024, Clavis Uitgeverij)
- Glitch Game #3 (2025, Clavis Uitgeverij)